# Manuel Franco da Costa de Oliveira Falcão
Manuel Franco da Costa de Oliveira Falcão (* 10. November 1922 in Lissabon, Portugal; † 21. Februar 2012 in Beja) war römisch-katholischer Bischof von Beja.

## Leben
Manuel Franco da Costa de Oliveira Falcão studierte zunächst von 1939 bis 1945 Maschinenbau am Instituto Superior Técnico. Er war Mitbegründer des Centro de Ação Social Universitária (CASU) und der Universitätszeitung „Ala“ der Juventude Universitária Católica, Lisboa (JUC). Nach Ende seines Maschinenbaustudiums 1945 trat er in das Priesterseminar Seminário dos Olivais ein. Er empfing am 29. Juni 1951 die Priesterweihe durch Manuel Kardinal Gonçalves Cerejeira. Er war wesentlich an der Neuordnung des Patriarchats von Lissabon beteiligt und dessen Vorsitzender des Vorbereitenden Kommission für die pastorale Neuordnung des Patriarchats. 1960 wurde er Privatsekretär von Kardinal Gonçalves Cerejeira; er begleitete ihn 1960 zur Einweihung von Brasília.
Papst Paul VI. ernannte ihn am 6. Dezember 1966 zum Titularbischof von Thelepte und zum Weihbischof im Patriarchat von Lissabon. Der Patriarch von Lissabon, Manuel Kardinal Gonçalves Cerejeira, spendete ihm am 22. Januar 1967 die Bischofsweihe; Mitkonsekratoren waren António de Castro Xavier Monteiro, Bischof von Lamego, und António de Campos, Weihbischof in Lissabon. Er war neun Jahre lang Sekretär der Bischofskonferenz und deren erster Delegierter im Rat der europäischen Bischofskonferenzen (CCEE).
Am 26. Februar 1977 wurde er zum Koadjutorbischof des Bistums Beja ernannt und nach der Emeritierung Manuel Dos Santos Rochas folgte er ihm als Bischof von Beja nach. Er engagierte sich in der portugiesischen Bischofskonferenz, insbesondere die Pastoral. 1984 gründete er die Departamento do Património Histórico e Artístico da Diocese de Beja (DPHA), einer Einrichtung für den Schutz der Kulturgüter im Bistum Beja.
Am 25. Januar 1999 nahm Papst Johannes Paul II. seinen altersbedingten Rücktritt an.